# Abdulla Yameen

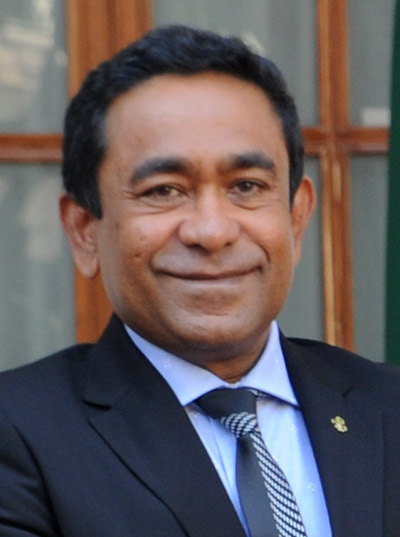
Abdulla Yameen, 2014

Abdulla Yameen Abdul Gayoom Yameen (Dhivehi ޢަބްދުﷲ ޔާމީން ޢަބްދުލް ޤައްޔޫމް; * 21. Mai 1959 in Malé) ist ein maledivischer Politiker der Progressive Party of Maldives, der seit dem 17. November 2013 Staatspräsident der Republik Malediven war. Bei der Präsidentschaftswahl vom 23. September 2018 unterlag er Ibrahim Mohamed Solih, der ihm daher am 17. November 2018 im Amt nachfolgte.

## Leben
Abdulla Yameen Abdul Gayoom wurde am 21. Mai 1959 in Malé, der Hauptstadt der Republik Malediven, geboren. Sein Vater, Abdul Qayyoom Ibrahim, war Generalstaatsanwalt. Sein älterer Halbbruder (einige Quellen sprechen von Bruder) ist Maumoon Abdul Gayoom, der drei Jahrzehnte lang, von 1978 bis 2008, autokratisch als Präsident auf den Malediven herrschte.
Yameen besuchte die Majeediyya-Schule in Malé und studierte an der Amerikanischen Universität Beirut und an der Claremont Graduate University. Nach einem Putsch 2012 gegen den Meereswissenschaftler und Menschenrechtsaktivisten Mohamed Nasheed, hinter dem Maumoon Abdul Gayoom steckte, und nach monatelangen Unruhen und drei verschobenen Wahlen wurde Yameen am 7. September 2013 Präsident. Er folgte Mohammed Waheed Hassan im Amt. Yameen wurde auch durch den reichen Urlaubsanlagenbesitzer und Business-Tycoon Gasim Ibrahim (Villa Group) unterstützt. Yameen versprach im Wahlkampf ein starkes Eintreten für Recht und Ordnung, die Todesstrafe solle künftig vollstreckt, Haftstrafen verlängert und die Bürger flächendeckend überwacht werden. Auch solle die Ölförderung vorangetrieben und der Tourismus ausgebaut werden.
Yameen ist verheiratet.
Am 25. Dezember 2022 verurteilte ein Gericht auf den Malediven Yameen zu 11 Jahren Gefängnis wegen Geldwäschevorwürfen und wegen Annahme eines Bestechungsgeldes.

## Explosion auf dem Schnellboot des Präsidenten
Am 28. September 2015 ereignete sich eine Explosion auf dem Schnellboot, auf dem sich der Präsident befand, nachdem er von einem Haddsch in Saudi-Arabien zurückgekehrt war. Die Hintergründe blieben zunächst unklar. Yameen blieb dabei unverletzt, nur einige seiner Begleiter, darunter seine Ehefrau wurden leicht verletzt. Das FBI untersuchte das Boot und fand keinen Hinweis für eine Bombenexplosion. Am 24. Oktober 2015 wurde Vizepräsident Ahmed Adeeb aufgrund des Verdachts eines Mordkomplotts gegen Yameen wegen Hochverrats verhaftet. Am 4. November 2015 erklärte Yameen für 30 Tage den Ausnahmezustand über die Malediven. Die Erklärung fand zwei Tage vor einer geplanten Demonstration der führenden Oppositionspartei Maldivian Democratic Party (MDP) statt. Offiziell begründet wurde die Maßnahme mit dem Fund von Waffen und Sprengsätzen in der Nähe der Präsidentenresidenz. Nach knapp einer Woche wurde der Ausnahmezustand wieder aufgehoben.